# Gregor von Virneburg
Gregor von Virneburg (* 1510 in Münstermaifeld; † 30. Juni 1578 in Trier) war ein deutscher römisch-katholischer Geistlicher, Weihbischof in Trier, Titularbischof in Azotus und Rektor der Universität Trier.

## Leben
Gregor von Virneburg war der Sohn des Schöffen Johann Virneburg.
Er absolvierte ein Studium der Philosophie und Theologie an der Universität Ingolstadt, war Schüler des Theologen Johannes Eck, ein Gegner Martin Luthers, und später Magister der Philosophie und der Künste sowie Baccalareus der Theologie.
Er war als Pfarrer in Vallendar und Andernach tätig und Kaplan des Erzbischofs Johann Ludwig von Hagen.
1551 erhielt er von ihm den Auftrag, im rechtsrheinischen Gebiet des Bistums Trier die katholische Religion wiederherzustellen.
Diese Aufgabe erfüllte er mit Eifer und kämpfte gegen die von Martin Luther eingeführten Neuerungen.
Am 11. August 1557 wurde er zum Generalvikar und Weihbischof berufen und am 22. Dezember 1557 erhielt er vom Papst Paul IV. die Bestätigung als Titularbischof von Azotus.
Jakob III. von Eltz wurde am 17. April 1569 in Koblenz zum Bischof geweiht. Die Weihehandlung wurde durch die Bischöfe Marquard von Hattstein (Speyer) und Gerard van Groesbeeck (Lüttich) sowie Weihbischof von Virneburg vollzogen.
Am 28. Oktober 1562 wurde er Abt des Benediktinerklosters St. Martin bei Trier. Dort wurde er auch begraben.
1563 wurde er zum Kanzler der Universität Trier ernannt und 1566 dort Prokanzler.